# 舊薩爾蒂夫

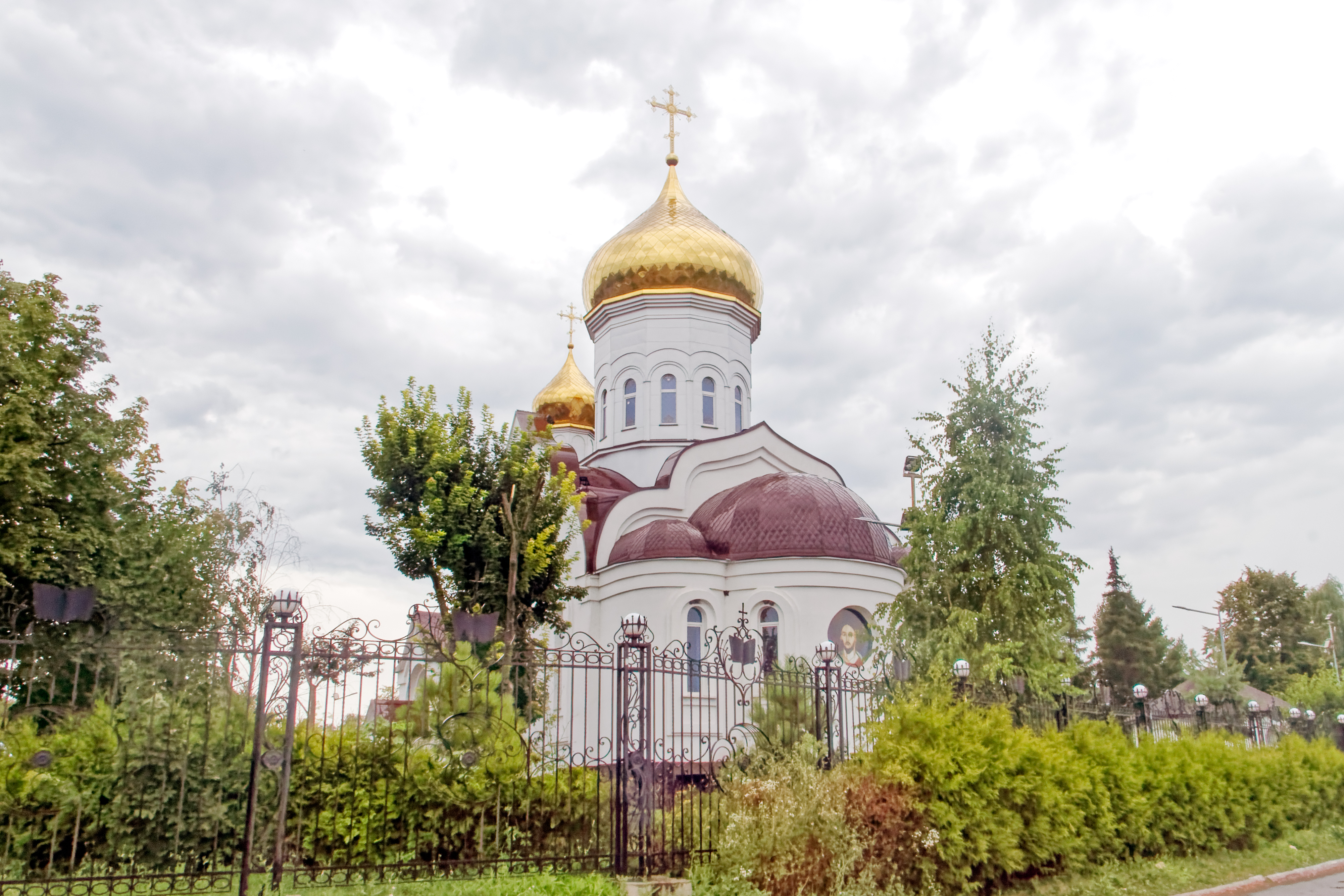
教堂

50°4′52″N 36°47′35″E / 50.08111°N 36.79306°E
舊薩爾蒂夫（羅馬化：Staryi Saltiv），或按俄语译为旧萨尔托夫，是位於烏克蘭東部的鎮，由哈爾科夫州丘胡伊夫区舊薩爾蒂夫市鎮負責管轄。該鎮始建於1705年，面積949.42平方公里，海拔高度163米，2001年人口4,073，人口密度每平方公里4.29人。
在俄烏戰爭期間，該鎮於俄方2022年全面入侵早期已被佔領，直到5月初被烏軍解放。